# Freyeria pauper
Freyeria pauper är en fjärilsart som beskrevs av Hanan Bytinski-salz 1937. Freyeria pauper ingår i släktet Freyeria och familjen juvelvingar. Inga underarter finns listade i Catalogue of Life.